# 招牌

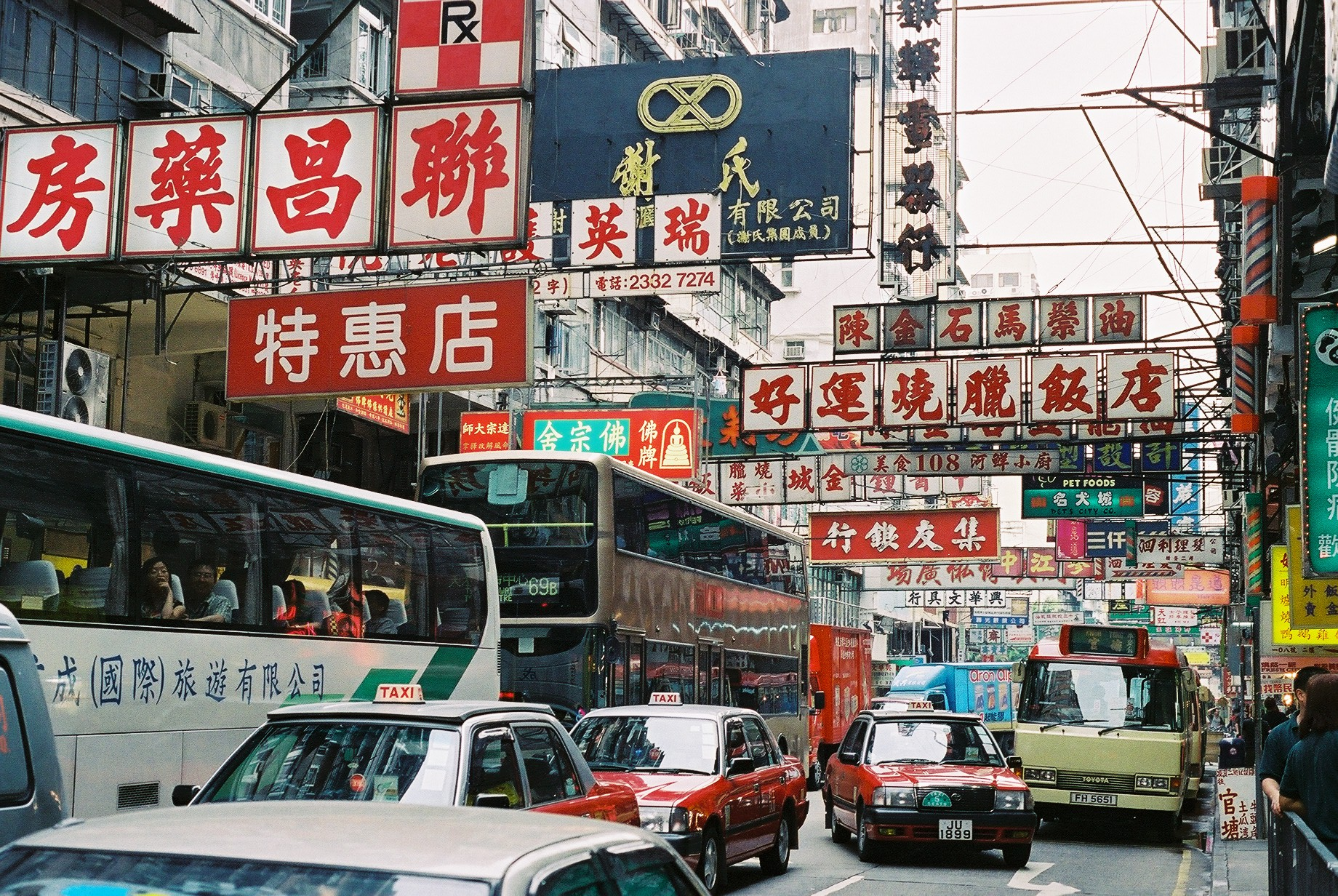
香港上海街，從建築外牆延伸的招牌（2004年）

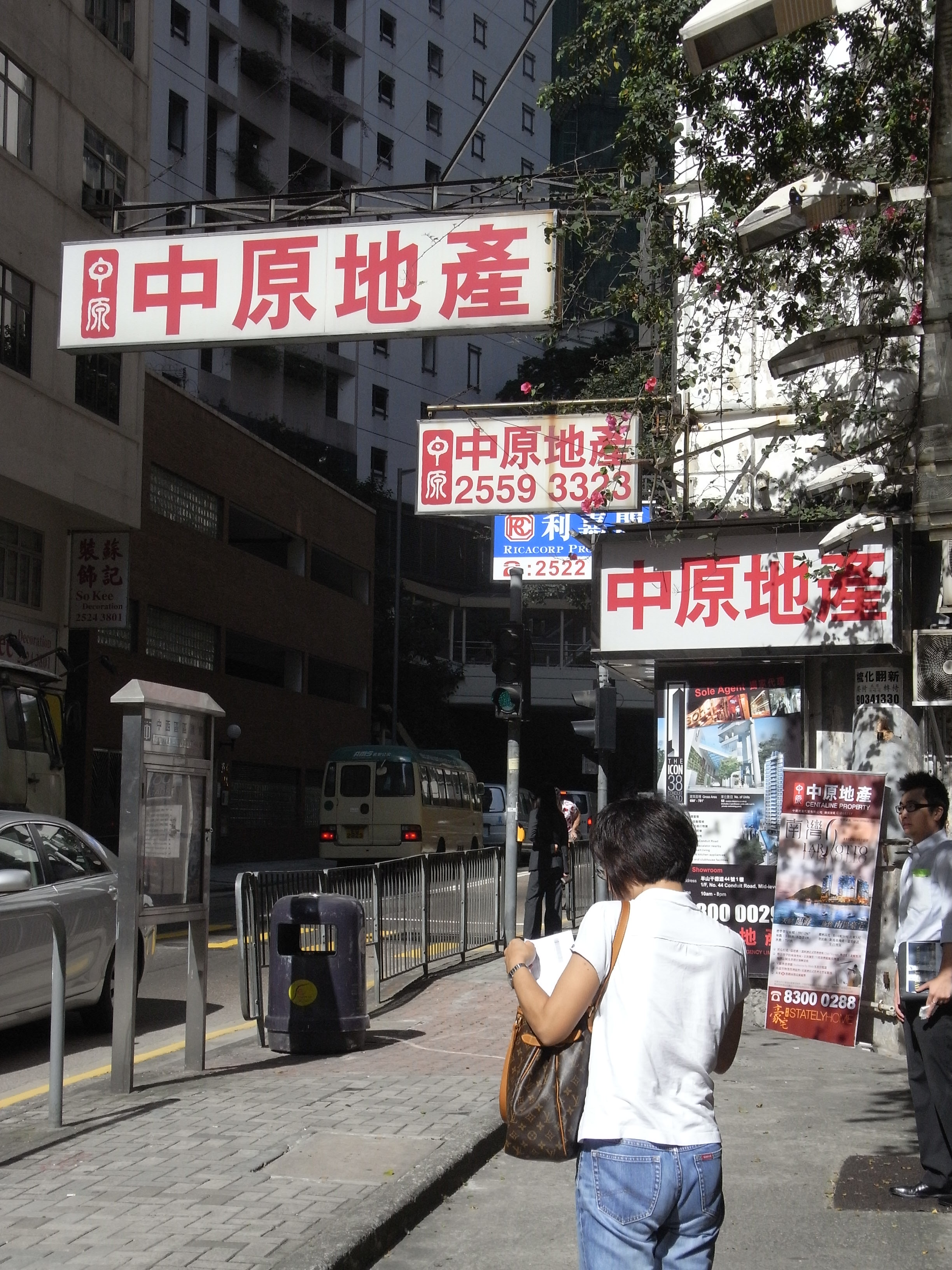
同一商舖不同設計的招牌

招牌是一種視覺圖形與文字結合的看板，也是標示（Sign）的一種，用以說明場所的用途或名稱，有商業和非商業兩種用途。

## 歷史
招牌最早期是由舊石器時代演變而來，已經是商業中不可或缺的基本組成設施，因為它可以一目了然的快速讓人理解該場所提供的服務和商品，減少需求方在市場上的搜尋時間。其設計通常是依據美國廣告學家劉易斯所提出的「AIDMA 法則」製作。

## 設計類型
隨著時代演進，招牌加入更多科技化以彰顯其功能，例如霓虹燈、LED、LCD、日光燈管、電子紙、閃光燈，因為在商業競爭越激烈的地區，越引人注目或讓人感興趣的招牌能在商業中佔有優勢，越豪華的招牌也是商家財務實力的展現讓顧客能有先入為主的觀念對商家較有信心，而在連鎖店體系中同樣規格和標準字的招牌也能帶給顧客關聯感，知道商家屬於同一體系，提供的服務和商品也有同一品質和規格。

## 香港

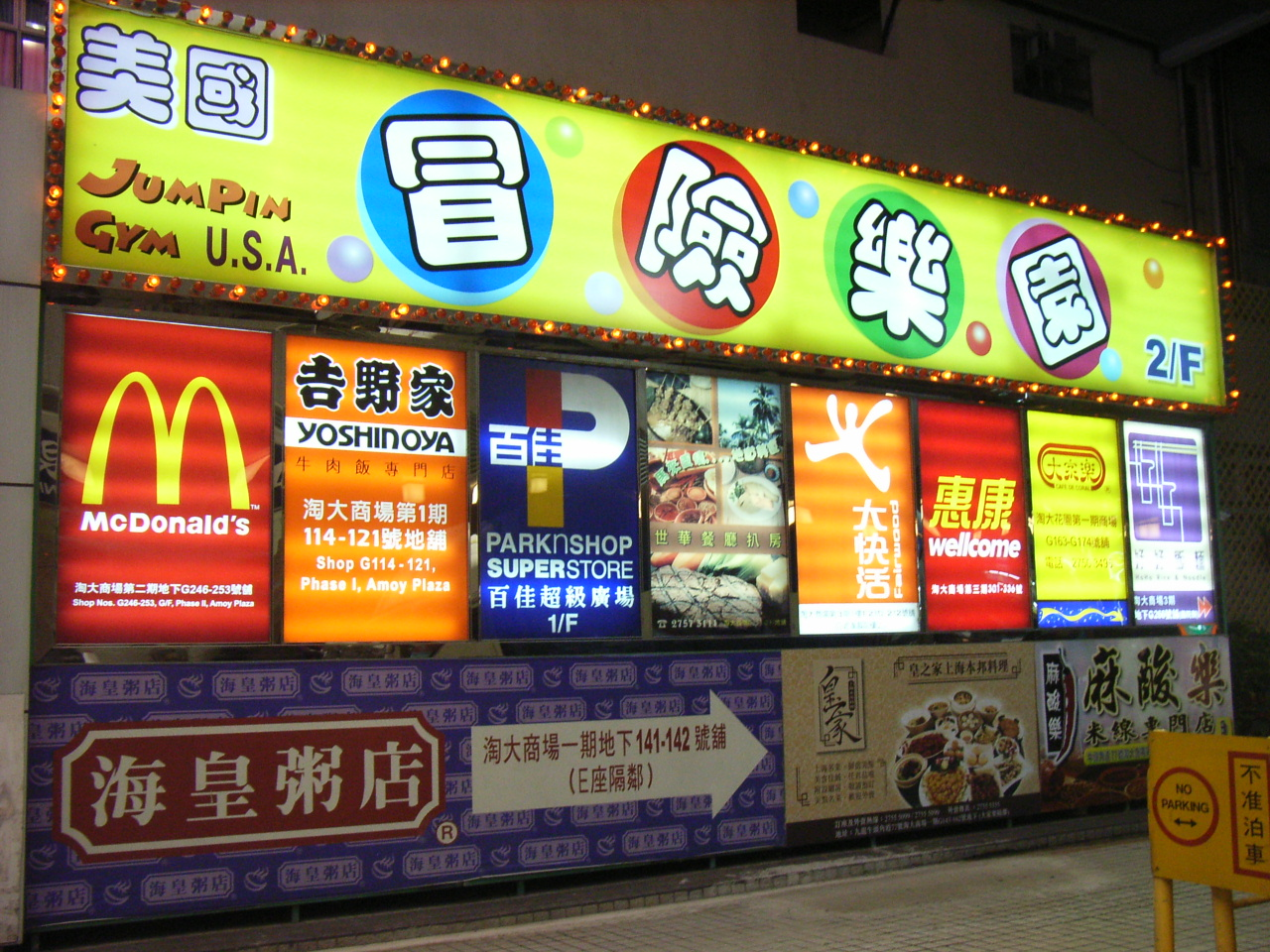
商場內展示樓層商店的招牌

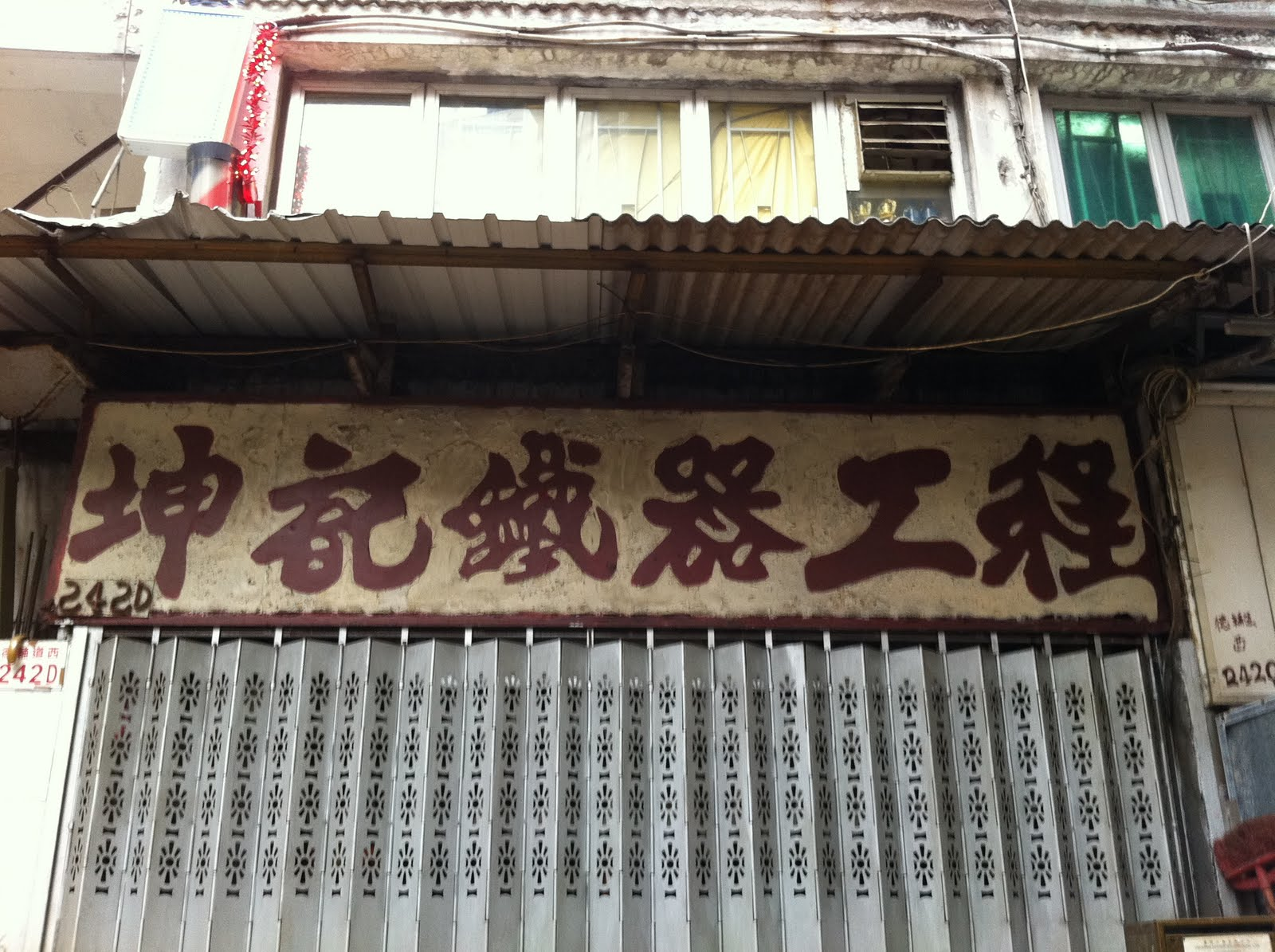
香港西營盤街頭的手寫招牌

香港的招牌一直很具代表性，當中以霓虹燈招牌及手寫招牌為主。2018年3月，香港本地的一位從事廣告招牌生產的師傅接受訪問時表示，可以從街頭招牌看出該區於不同年代的社區文化與生活狀態。

### 手寫招牌

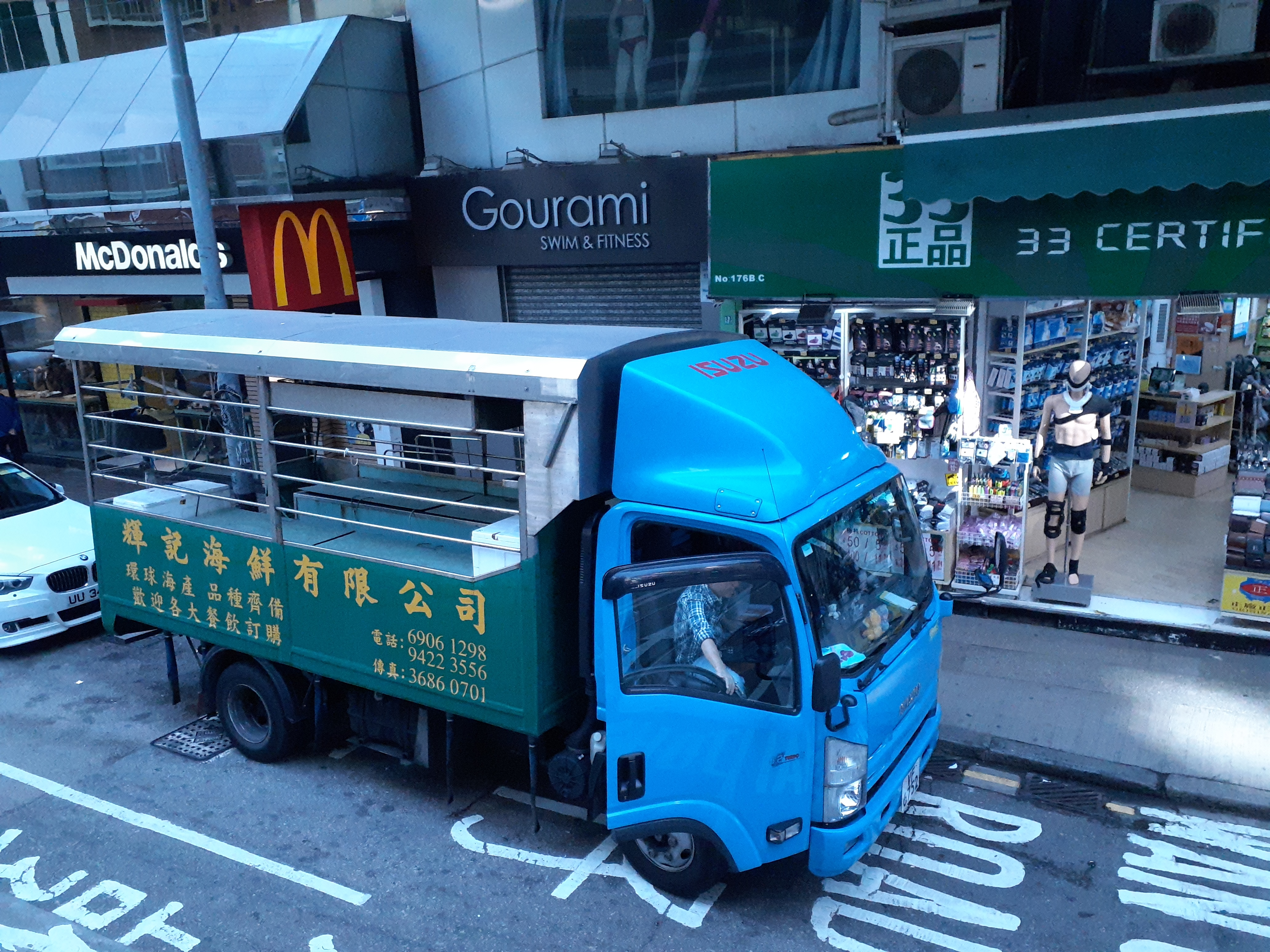
香港店舖以外，招牌題字也常見於貨車車身

在電腦印刷字體盛行前，店舖東主通常會找書法家為招牌題字，寫一個字約20元，是當時一般人一星期薪水的價錢，而其中較著名的招牌書法家有：
- 蘇世傑（作品：中環南華油墨公司）[4]
- 區建公（作品：中環鏞記酒家、上環公和玻璃鏡器）[5]
- 卓少衡（作品：佐敦澳洲牛奶公司、西環德記印務）[6]
- 于右任（作品：旺角泉章居酒家、灣仔美華大廈符氏宗親總會）[5]
- 馮兆華（作品：登打士街張蘇記、九龍灣德福廣場、美心皇宮、英華小學、電影《一念無明》等的片名）[7]

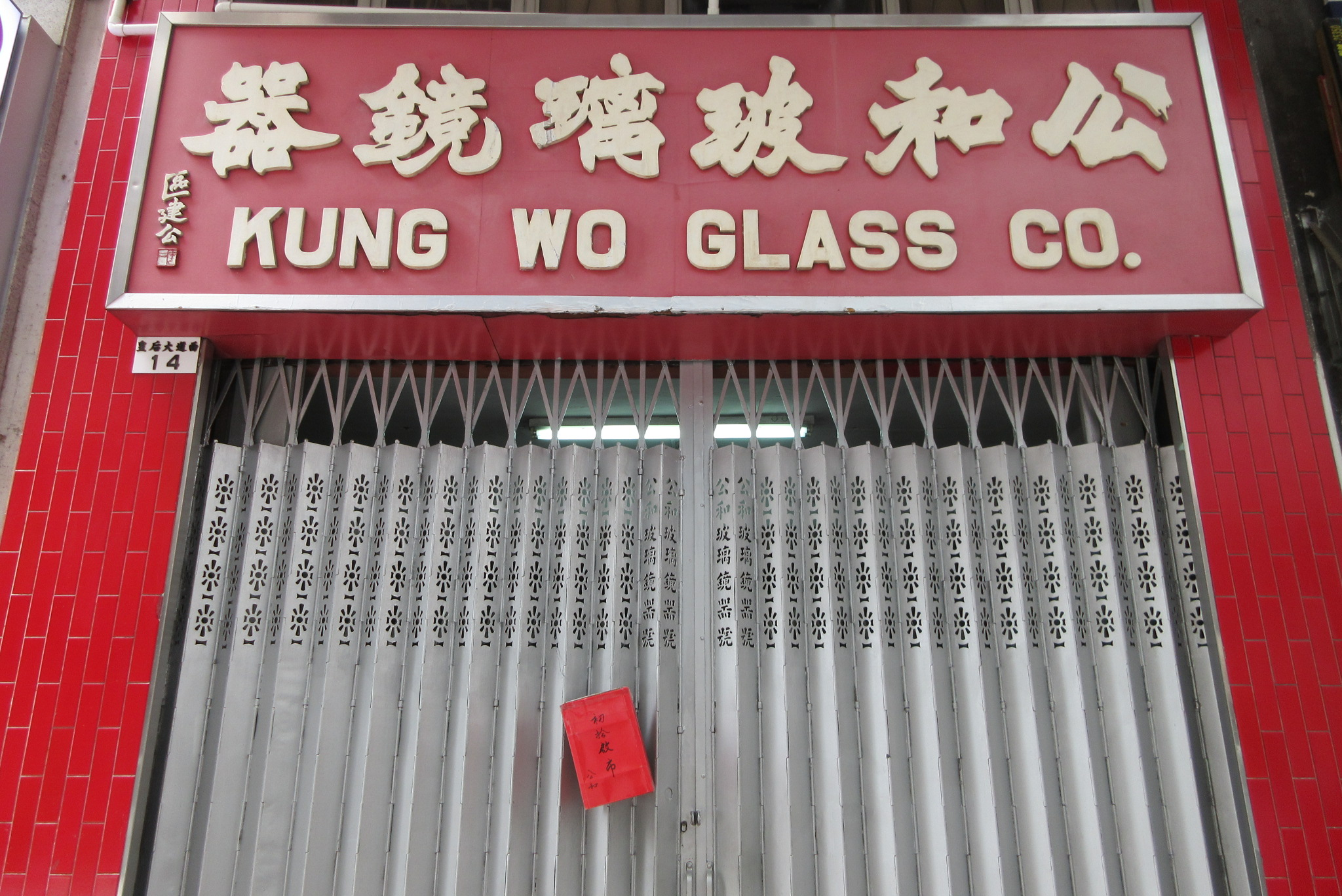
公和玻璃鏡器
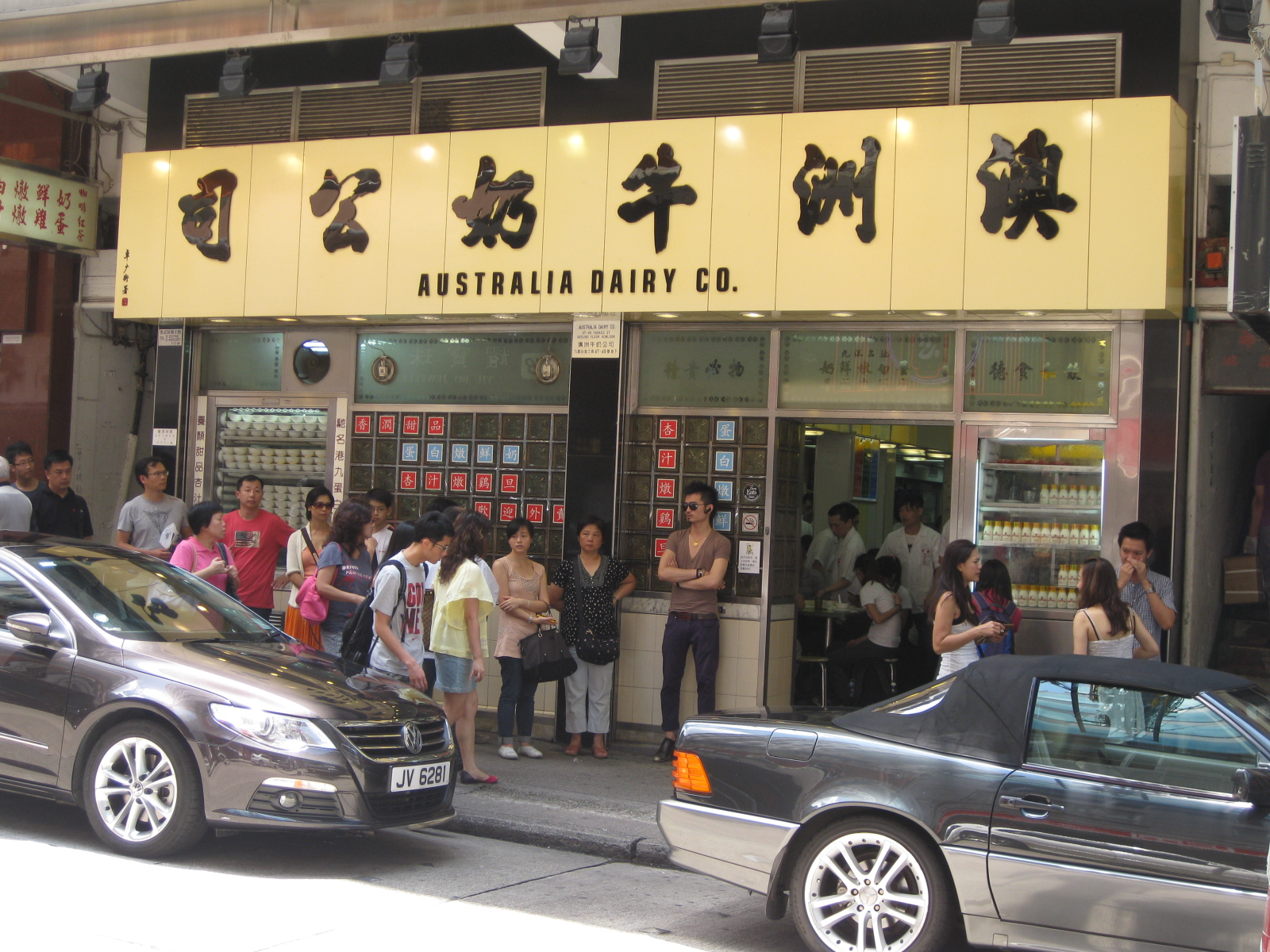
澳洲牛奶公司
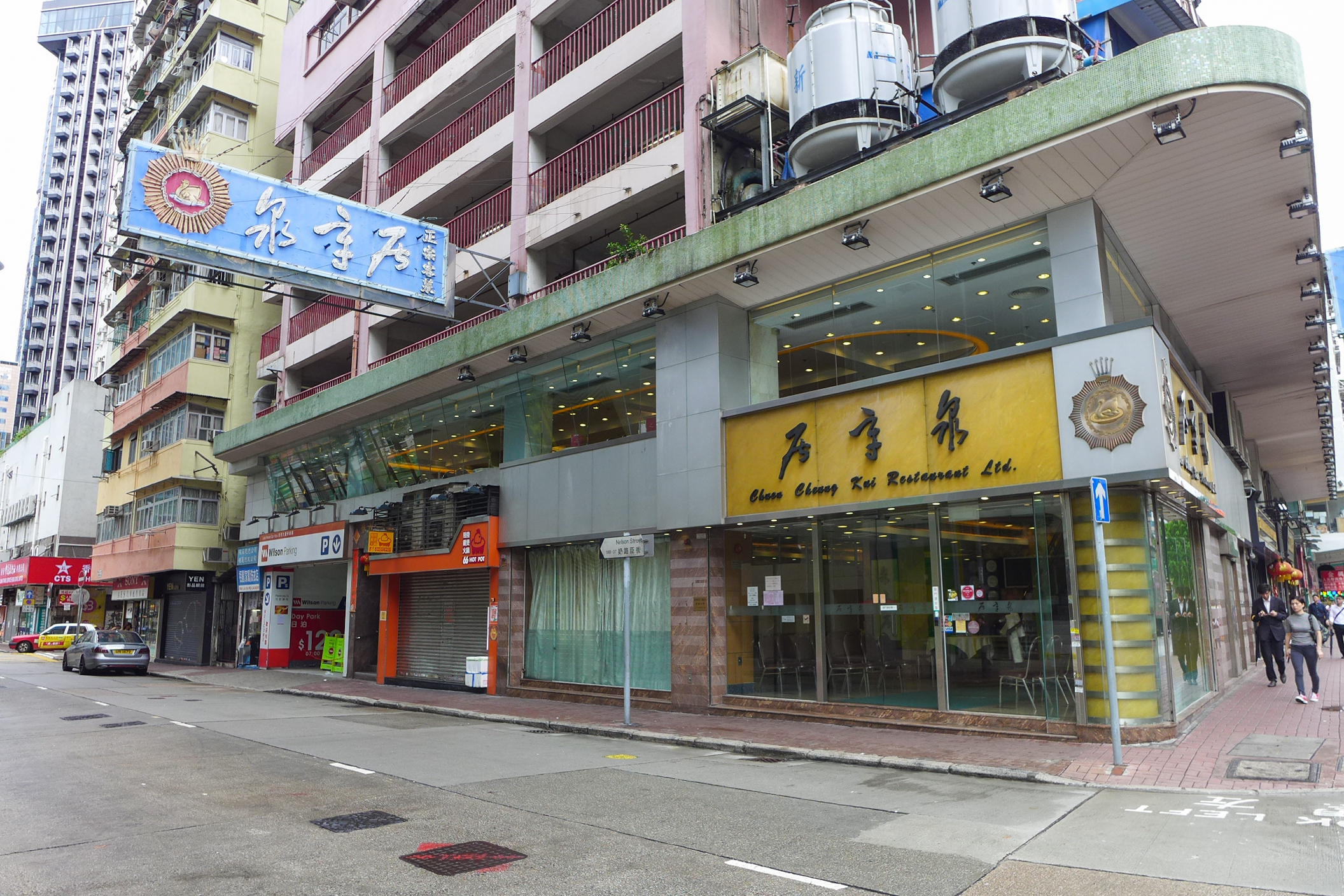
泉章居酒家
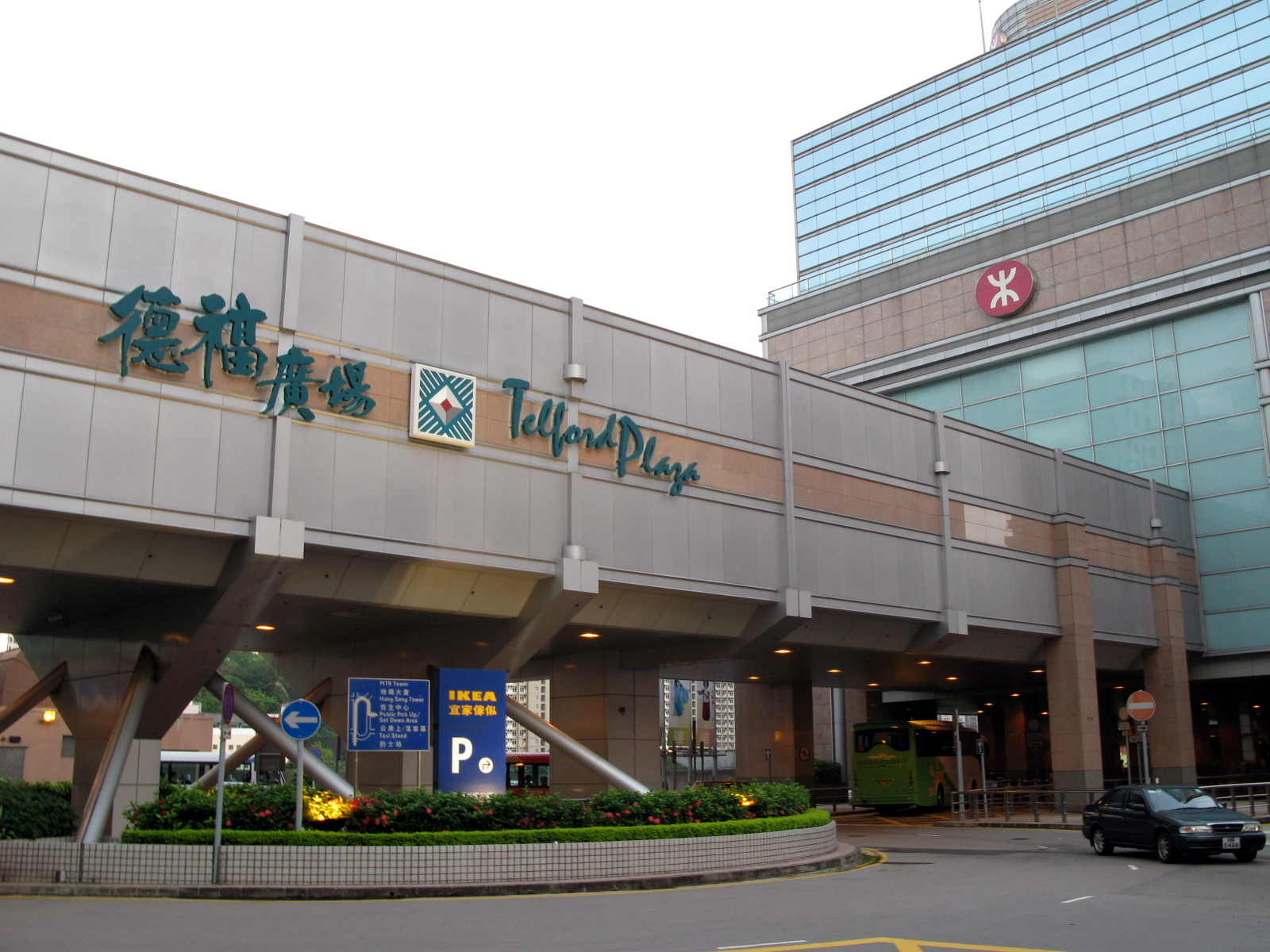
德福廣場

### 招牌保育
隨着舊區重建和條例管制，以前豎立的招牌陸續拆卸，此引起設計師和保育人士關注。
設計師陳濬人從2008年起研究香港街頭招牌書法，經鑽研後得出這些書法作品的風格，很多都繼承清朝趙之謙對北魏碑體文字的改良，稱之為「香港北魏體」。他後來與設計編輯徐巧詩出版《香港北魏真書》介紹北魏體之源流，未來更嘗試開發電腦字體增加其可用性使之普及，達到保育的目的。有關字體也被體現在藝術創作上，例如早前五位平面設計師受邀為灣仔港灣消防局的五道摺門設計「消防局」三字。他們各選用了不同字體，而其中一道就加上了北魏真書。

## 學界論述

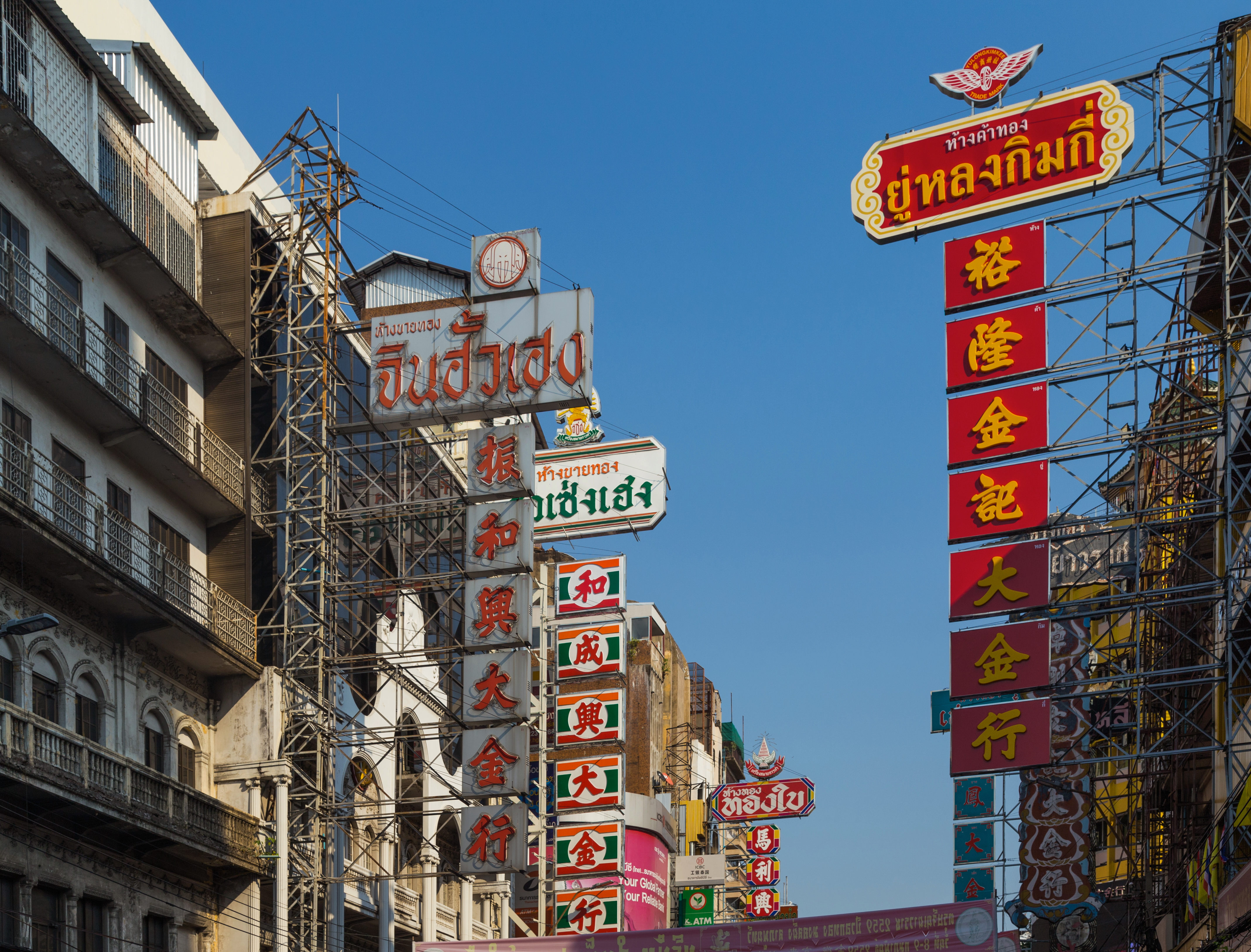
曼谷唐人街的垂直招牌景觀

日本學者山口文憲在他1984年的著作《香港世界》中，提出街道所經歷「招牌的一生」，其中分為三個階段：
1. 幼年期：不同招牌和平共存，此時多以垂直方式展示
2. 青年期：招牌開始向外伸廷，街道的空間變得比之前密集
3. 壯年期：整體景觀已經雜亂，伴隨着飽和後將會是空間的死亡

## 圖片

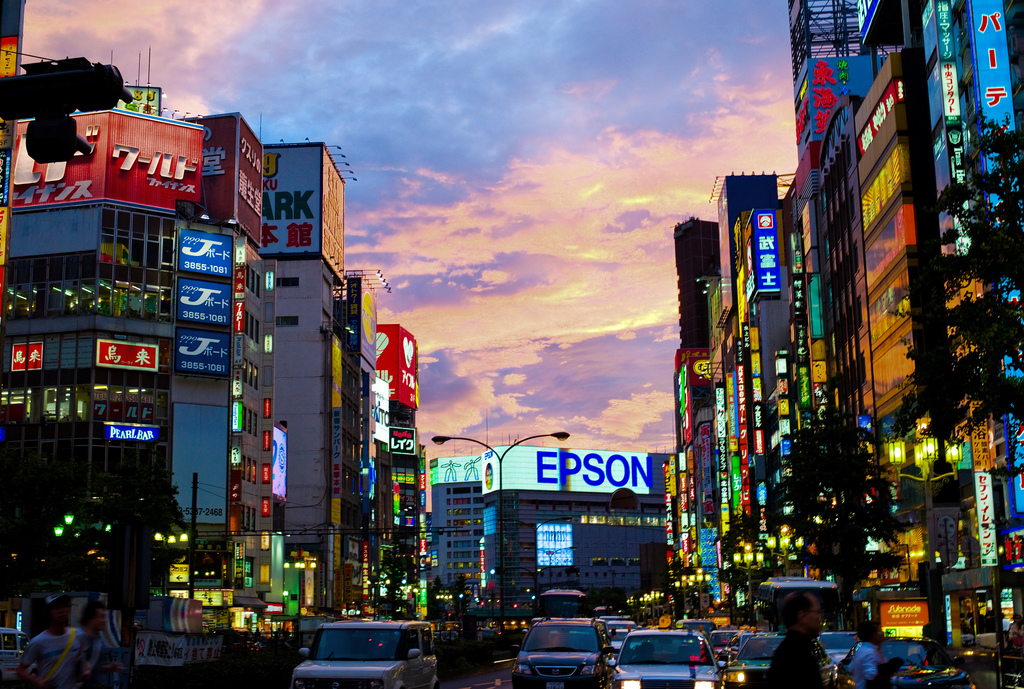
日本東京新宿的招牌
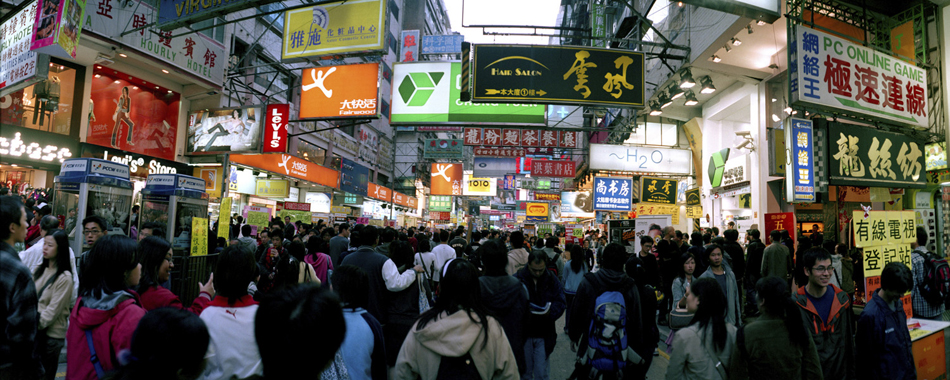
香港旺角街頭稠密的招牌
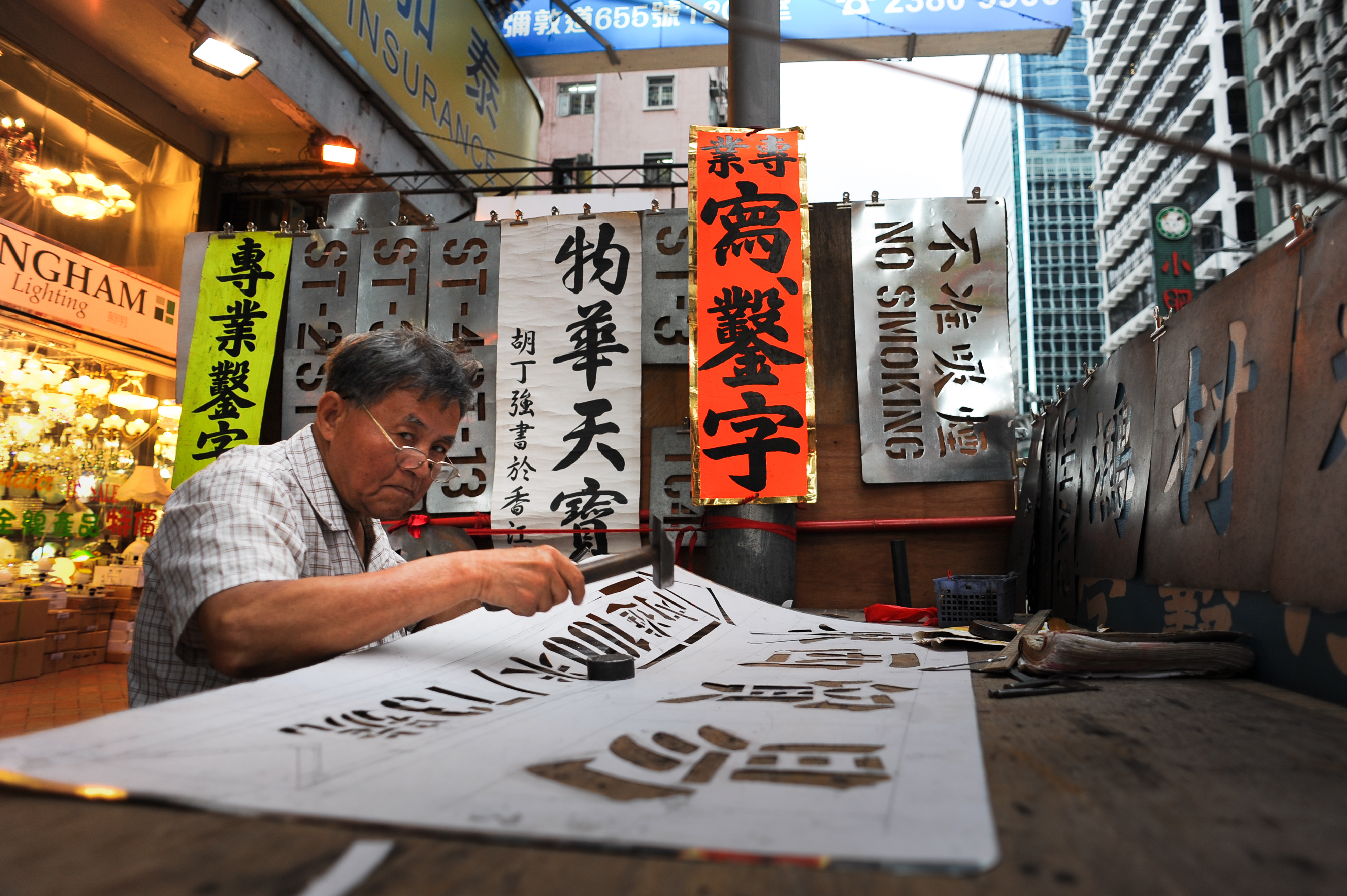
香港街邊招牌鑿字師傅

## 外部連結
- Reading Signs in English - Interesting Things for ESL Students.
- shortdoornote.com （页面存档备份，存于） - 快速且清晰地创建您的重要门注记
- Wenzel, Patrick. Signage Planning Manual （页面存档备份，存于）. Huenstetten, 2005. ISBN 1411618998.